# لشکرکشی اردشیر بابکان به کرمان
لشکرکشی اردشیر بابکان به کرمان یکی از لشکرکشی‌های اولیه اردشیر علیه امپراتوری اشکانی بود که در آن به قلمرو هفتواد (بلاش به نقل از منابع اسلامی)، پادشاه کرمان در زمان اشکانیان، حمله کرد. لشکرکشی اردشیر به کرمان منجر به برکناری اقتدار اشکانیان در کرمان شد و سپس یکی از پسران او به نام اردشیر به فرمانداری آنجا منصوب شد. با فتح بیشتر قلمرو اشکانیان توسط اردشیر، اردوان چهارم، پادشاه اشکانی، بر آن شد تا در نبرد سرنوشت‌ساز هرمزدگان با اردشیر مقابله کند.

## پیش‌زمینه
اردشیر بابکان پس از شکست برادرش شاپور در یک بحران جانشینی، خود را پادشاه پارس اعلام کرده بود و اکنون در پی گسترش قلمرو خود با شکست دادن شاهان محلی تابع شاهانشاه اردوان چهارم اشکانی بود. قبل از شروع لشکرکشی‌های اردشیر، نقشه‌ای از سوی برادران اردشیر و اطرافیانش فاش شد که در آن قصد کشتن او و نشاندن یکی دیگر از پسران بابک بر تاج و تخت پارس را داشتند. اردشیر از این نقشه مطلع شد و توطئه‌گران را به قتل رساند. اردشیر پس از تثبیت موقعیت خود به عنوان پادشاه پارس، آماده جنگ با امپراتوری اشکانی شد. کرمان یکی از مناطق هدف اولیه اردشیر بود.

## جنگ
هفتواد، پادشاه کرمان و تابع شاهنشاه اردوان چهارم اشکانی بود و شهر کرمان را به عنوان پایتخت و مقر قدرت خود تأسیس کرد. وی همچنین کنترل شهر کجاران را در کنار خلیج فارس در اختیار داشت که از آن برای تأمین نیروهای کمکی از مناطق اطراف استفاده می‌کرد.
اردشیر از سمت خود در پارس مورد تهدید هفوتاد قرار گرفت و لشکری را به سوی شهر کرمان فرستاد تا او را شکست دهد، اما این نیرو در راه کرمان در کمین هفتواد قرار گرفت و درهم شکست. اردشیر اینک تصمیم گرفت خود نیروهایش را بر علیه هفتواد رهبری کند و شهر کرمان را در محاصره قرار دهد. پسر بزرگ هفتواد، شاهوی، لشکری از عرب‌ها، عمانی‌ها و مکرانیان از پایگاه خود در کجاران جمع‌آوری کرد و با مقابله با اردشیر به سوی کرمان به راه افتاد. شاهوی خطوط تدارکاتی ساسانیان که در حال محاصره کرمان بودند را قطع کرد و باعث شد ساسانیان بین دو نیرو محصور شوند. همزمان، شاه جهرم، مهرک نوش‌زاد، دارابگرد پایتخت اردشیر را غارت کرد. چاره‌ای جز ترک محاصره و عقب‌نشینی برای اردشیر باقی نماند که در طی آن هفتاد و شاهوی او را تعقیب کردند. عقب‌نشینی فاجعه آمیز بود و بیشتر سپاه ساسانی کشته شدند. اردشیر فرار کرد و با دو زرتشتی به نام‌های برجک و برج آتارو به شهری به نام مواد پناه برد.
اردشیر بعدها توانست به دارابگرد بازگردد و لشکری تازه تشکیل دهد. نامه‌ای به مهرک فرستاد و به او دستور داد که تسلیم شود که مهرک نپذیرفت. اردشیر به جنگ با مهرک برخاست و او را شکست داد اما خود جهرم را تصرف نکرد. بعدها خوریم گودرز دختر مهرک با شاپور یکم، پسر و وارث اردشیر ازدواج کرد و هرمز یکم، سومین شاهنشاه ساسانی را به دنیا آورد.
اردشیر پس از کشتن مهرک، دوباره لشکری ۱۲ هزار نفری را به سوی شهر کرمان برد، اما تصمیم گرفت به جای محاصره شهر، از استراتژی پیشنهادی برجک و برج آتارو استفاده کند. آن‌ها خود را به شکل بازرگانان خراسانی درآوردند و وارد شهر شدند. وقتی داخل شدند، به نگهبانان شراب دادند تا مست و ناتوانشان کنند، سپس نگهبانانی را که قادر به دفاع از خود نبودند، کشتند. اردشیر سپس به فرمانده خود یزدانکرد شهرزوریگ علامت داد تا به شهر حمله کند. هفتواد و شاهوی با سقوط شهر اسیر شدند. اردشیر هر دو را اعدام کرد و یکی از پسرانش را که اردشیر نام داشت به فرمانداری کرمان منصوب کرد.

## میراث
لشکرکشی اردشیر به کرمان یکی از اولین فتوحات امپراتوری ساسانیان بود و آغاز گسترش ساسانیان به خارج از پارس بود. کرمان منطقه مهمی بود که بازرگانانی را که در مسیر جاده ابریشم تردد می‌کردند جذب می‌کرد، بنابراین کنترل بخش تجاری پرسود آن، منابع و ثروت اردشیر را بسیار گسترش داد.
پس از مرگ هفتاد و مهرک، اردوان چهارم، پادشاه اشکانی، متوجه وضعیت تهدیدآمیز شد و پیشنهاد ملاقات با اردشیر را در نبرد هرمزگان داد که به پیروزی قاطع ساسانیان منجر شد و اردوان کشته شد.